# Spirama mollis
Spirama mollis är en fjärilsart som beskrevs av Achille Guenée 1852. Spirama mollis ingår i släktet Spirama och familjen nattflyn. Inga underarter finns listade i Catalogue of Life.